# Fort Dodge (Iowa)
Fort Dodge település az Amerikai Egyesült Államok Iowa államában, Webster megyében, melynek megyeszékhelye is. Lakosainak száma 24 871 fő (2020. április 1.).

## Népesség
A település népességének változása:

| 2010 | 25 206 |
| 2020 | 24 871 |